# Nilobezzia posticata
Nilobezzia posticata är en tvåvingeart som först beskrevs av Zetterstedt 1850.  Nilobezzia posticata ingår i släktet Nilobezzia och familjen svidknott. Inga underarter finns listade i Catalogue of Life.